# Герасименя, Александра Викторовна
Алекса́ндра Ви́кторовна Герасиме́ня (бел. Аляксандра Віктараўна Герасіменя; род. 31 декабря 1985, Минск, Белорусская ССР, СССР) — белорусская пловчиха, двукратная вице-чемпионка Олимпийских игр 2012 года (50 и 100 метров вольным стилем), бронзовый призёр Олимпийских игр 2016 года (50 метров вольным стилем), обладательница золотых наград чемпионатов мира и Европы как на «длинной воде» (бассейн 50 м), так и на «короткой» (бассейн 25 м). Многократная чемпионка Универсиад (2009, 2011 и 2013). Заслуженный мастер спорта Республики Беларусь (2012). Выступала в плавании вольным стилем, на спине, баттерфляем. 
С октября 2020 года по апрель 2022 года возглавляла Белорусский фонд спортивной солидарности. Активно вовлечена в оппозиционную политическую деятельность.

## Спортивные достижения
В феврале 2001 года на национальном чемпионате выиграла две золотые медали в заплывах на спине на дистанции 50 и 100 метров.
В 2003 году Герасименя была дисквалифицирована на 4 года за применение допинга. Позднее срок наказания был сокращён на 2 года.
Высших достижений Герасименя добилась в 2010—2012 годах. В 2010 году она победила на чемпионате Европы по водным видам спорта в Будапеште на дистанции 50 метров на спине (там же она стала второй на 100-метровке вольным стилем). В 2011 году на чемпионате мира в Шанхае Александра поделила первое место на дистанции 100 метров вольным стилем с датчанкой Джанетт Оттесен.

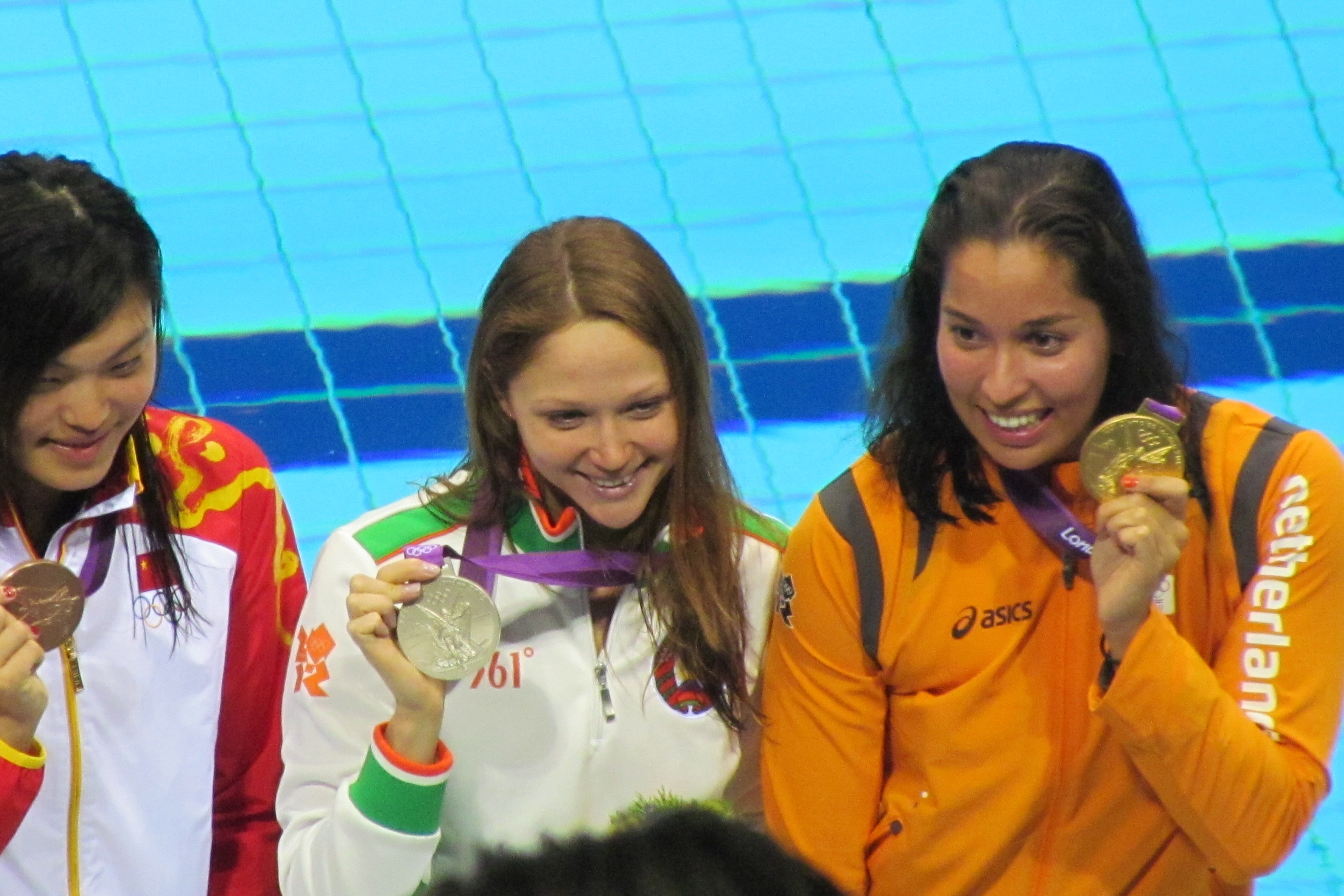
А. Герасименя (в центре) — серебряный призёр Олимпиады 2012

На Олимпиаде 2012 года в Лондоне 2 августа Александра выиграла серебро на дистанции 100 метров вольным стилем с национальным рекордом (53,38 сек), уступив Раноми Кромовидьойо из Нидерландов, проплывшей с олимпийским рекордом (53,00 сек). 4 августа на дистанции 50 метров вольным стилем история повторилась: Герасименя проплыла с национальным рекордом (24,28 сек), но проиграла Кромовидьойо (24,05 сек).
В конце 2012 года выиграла золото на дистанции 50 метров вольным стилем в 25-метровом бассейне сначала на первенстве Европы в Шартре, а затем и на чемпионате мира в Стамбуле.
Летом 2013 года выиграла три золота (50 и 100 метров вольным стилем, 50 метров баттерфляем) и одно серебро (50 метров на спине) на Универсиаде в Казани. На дистанции 50 метров вольным стилем Герасименя победила на третьей Универсиаде подряд.
На летних Олимпийских играх в Рио в 2016 году завоевала бронзовую медаль в финальном заплыве на дистанции 50 метров вольным стилем.
7 августа 2019 года спортсменка заявила о завершении спортивной карьеры.

## Общественная деятельность
18 августа 2020 года подписала открытое письмо представителей спортивной отрасли Республики Беларусь с требованием признать недействительными выборы президента Республики Беларусь, прошедшие 9 августа 2020 года.
14 октября 2020 года стало известно, что Герасименя переехала в Вильнюс и возглавила Белорусский фонд спортивной солидарности.
2 апреля 2021 года против Александры Герасимени было возбуждено уголовное дело по ч. 3 ст. 361 УК Республики Беларусь.
22 апреля 2021 года Александра Герасименя была объявлена белорусской властью в розыск.
25 февраля 2022 года, проживая к тому времени в Киеве, после вторжения России на Украину вместе с семьёй эвакуировалась в Варшаву.
В марте 2022 года власти окончательно забрали дом Герасимени в Дроздах.
В апреле 2022 года Герасименя покинула Белорусский фонд спортивной солидарности.
26 декабря 2022 года, минский городской суд заочно приговорил Александру Герасименю и Александра Опейкина к 12 годам колонии общего и усиленного режима соответственно, по обвинению в публичных призывах к совершению действий, направленных на причинение вреда национальной безопасности Беларуси (ст. 361 УК РБ 275-З от 9.07.1999 г.) за создание Белорусского фонда спортивной солидарности, призывы к санкциям против белорусского НОК и требования о переносе Чемпионата мира по хоккею и других спортивных соревнований из Беларуси. Приговор Герасимене и Опейкину стал первым заочным приговором в Беларуси.

## Личная жизнь
В августе 2017 года Александра вышла замуж за белорусского пловца Евгения Цуркина, 17 сентября 2018 года у пары родилась дочь София. В марте 2023 года Герасименя объявила, что разводится с мужем.

## Награды
- Орден Отечества III степени (2012)[26].
- Орден Почёта (2016)[27].